# 明治村 (高知県吾川郡)
明治村（めいじむら）は、高知県吾川郡にあった村。現在の高岡郡越知町の北端、仁淀川の左岸にあたる。

## 地理
- 山岳：五在所山、黒森山
- 河川：仁淀川、小川川

## 歴史
- 1889年（明治22年）4月1日 - 町村制の施行により、片岡村・鎌井田村・黒瀬村の区域をもって発足。
- 1954年（昭和29年）7月20日 - 高岡郡越知町に編入。同日明治村廃止。